# أربير زينيلي
أربير زينيلي (بالسويدية: Arbër Zeneli)‏ هو لاعب كرة قدم كوسوفي ألباني في مركز الوسط ولد في يوم 25 فبراير 1995 في بلدة ساتر في السويد، يلعب حالياً مع نادي هيرنفين وسبق له اللعب مع نادي إلفسبورغ، في 2016 بدأ باللعب مع منتخب كوسوفو لكرة القدم ويبلغ طوله 176 سم.

## مسيرته الكروية
لعب أربير زينيلي خلال مسيرته الاحترافية مع 4 أندية في تسعة مواسم وسجل خلالها 31 هدفًا ضمن 151 مباراة. حيث فاز في موسم واحد بالكأس ولم يفز بأي دوري.
خاض أربير زينيلي مسيرته مع نادي إلفسبورغ في عامي 2014-2016 ولمدة موسمين، مشاركًا في 46 مباراة سجل خلالها 11 هدفًا. ثم انتقل إلى نادي هيرنفين في موسم 2015–16 ليلعب معه أربعة مواسم، حيث شارك في 88 مباراة سجل خلالها 17 هدفًا. لينتقل بعدها إلى نادي ستاد ريمس في موسم 2018–19 ولمدة موسمين، مشاركًا في 16 مباراة سجل خلالها 3 أهداف.

## روابط خارجية
- أربير زينيلي على موقع الاتحاد الدولي (مؤرشف)  (الإنجليزية)
- أربير زينيلي على موقع الاتحاد الأوربي (الإنجليزية)
- أربير زينيلي على موقع اتحاد السويد (السويدية)
- أربير زينيلي على موقع اتحاد تركيا (لاعب) (الإنجليزية)
- أربير زينيلي على موقع قاعدة بيانات كرة القدم.إي يو (الإنجليزية)
- أربير زينيلي على موقع ليكيب (الفرنسية)
- أربير زينيلي على موقع ناشيونال فوتبول تيمز (الإنجليزية)
- أربير زينيلي على موقع Soccerbase.com (لاعب) (الإنجليزية)
- أربير زينيلي على موقع Soccerway.com (الإنجليزية)
- أربير زينيلي على موقع عالم كرة القدم.نت (الإنجليزية)